# Guldlærk
Slægten Guldlærk har kun én art med samme danske navn. Den minder af udseende på mange måder om Lærk, heraf det botaniske navn Pseudolarix der kan oversættes med "lignende lærk". Træet er løvfældende ligesom Lærk, men bliver dog ikke nær så stort som Lærk – specielt ikke i Danmark.
Guldlærk (Pseudolarix amabilis) kommer fra det sydøstlige Kina hvor det antagelig kan blive 20-30 m højt. I Danmark er træer over 10 m sjældne, og oftest er der tale om endnu mindre eksemplarer.
Guldlærk er uden forstlig betydning men dyrkes som prydtræ hist og her i haver og parker.